# Cheumatopsyche harwoodi
Cheumatopsyche harwoodi är en nattsländeart som beskrevs av Donald G. Denning 1948. Cheumatopsyche harwoodi ingår i släktet Cheumatopsyche och familjen ryssjenattsländor. Utöver nominatformen finns också underarten C. h. enigma.